# Cribrihammus rugosus
Cribrihammus rugosus är en skalbaggsart som beskrevs av Dillon 1959. Cribrihammus rugosus ingår i släktet Cribrihammus och familjen långhorningar. Inga underarter finns listade i Catalogue of Life.